# بتیره پایین
بتیره پایین (به انگلیسی: Bataira Pain) یک منطقهٔ مسکونی در پاکستان است که در خیبر پختونخوا واقع شده‌است.